# Heisingsches Haus

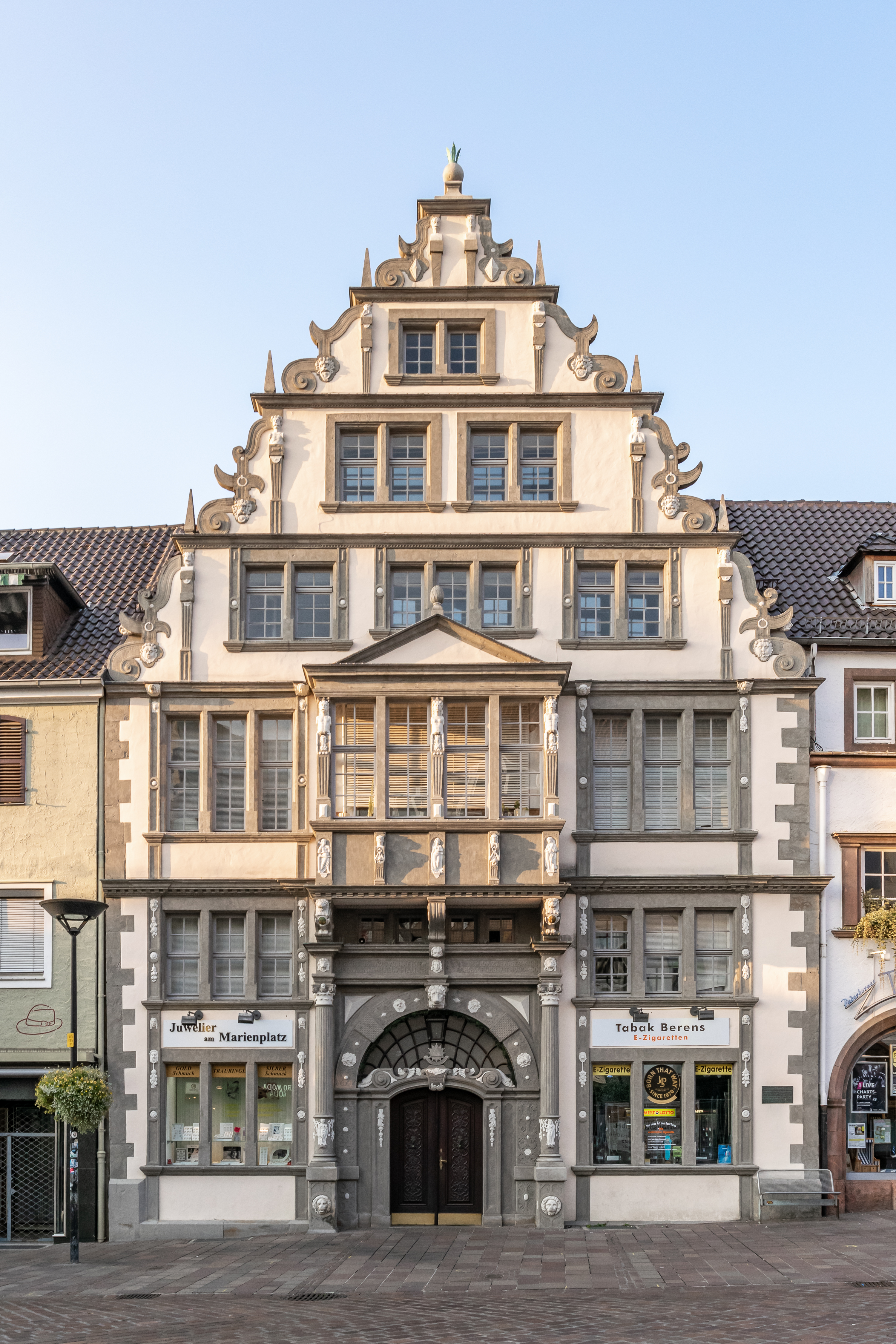
Haus Heising am Marienplatz

Das Heising’sche Haus (auch Haus Heising), Marienplatz 2, ist ein Baudenkmal in der Paderborner Innenstadt. Es gehört zu den ältesten erhaltenen Gebäude vor Ort und nimmt in Lage und Gestaltung eine herausragende Rolle im Stadtbild ein. Es trägt den Namen der alteingesessenen Paderborner Kaufmannsfamilie Heising, welche das Haus ab dem frühen 19. Jahrhundert bewohnte. In seiner Geschichte beherbergte das Gebäude die Familien mehrerer Paderborner Bürgermeister und hochgestellten fürstbischöflichen Hofbeamten. Seine repräsentative Renaissancefassade gilt als die einzige ihrer Art in der Paderborner Innenstadt, welche die Bombardierung im Zweiten Weltkrieg weitgehend unbeschadet überstanden hat.

## Lage
Das Heising’sche Haus befindet sich am Marienplatz, welcher sich mittig in der Fußgängerzone der Paderborner Innenstadt befindet und in östlicher Richtung an den etwas kleineren Rathausplatz grenzt. Der Marienplatz bildet das Ende der Westernstraße, einer der zentralen Straßen der Innenstadt, welche schon im Mittelalter zu den wichtigsten Straßen der Paderstadt gehörte – über sie verlief damals der meiste Durchgangsverkehr. Der Platz entstand 1784 nach dem Abriss der Marktkirche St. Pankratius, als man entschied, den freigewordenen Platz unbebaut zu lassen. Die Freifläche machte die angrenzenden Grundstücke zusätzlich attraktiv für Kaufleute und vermögende Bürger. Der Platz ist heute ein bei Besuchern und Paderbornern beliebter Treffpunkt und Ort zum Verweilen. Haus Heising befindet sich in direkter Sichtweite zum historischen Rathaus.

## Geschichte

Der Marienplatz in Paderborn nach der Bombardierung im Zweiten Weltkrieg, um 1945

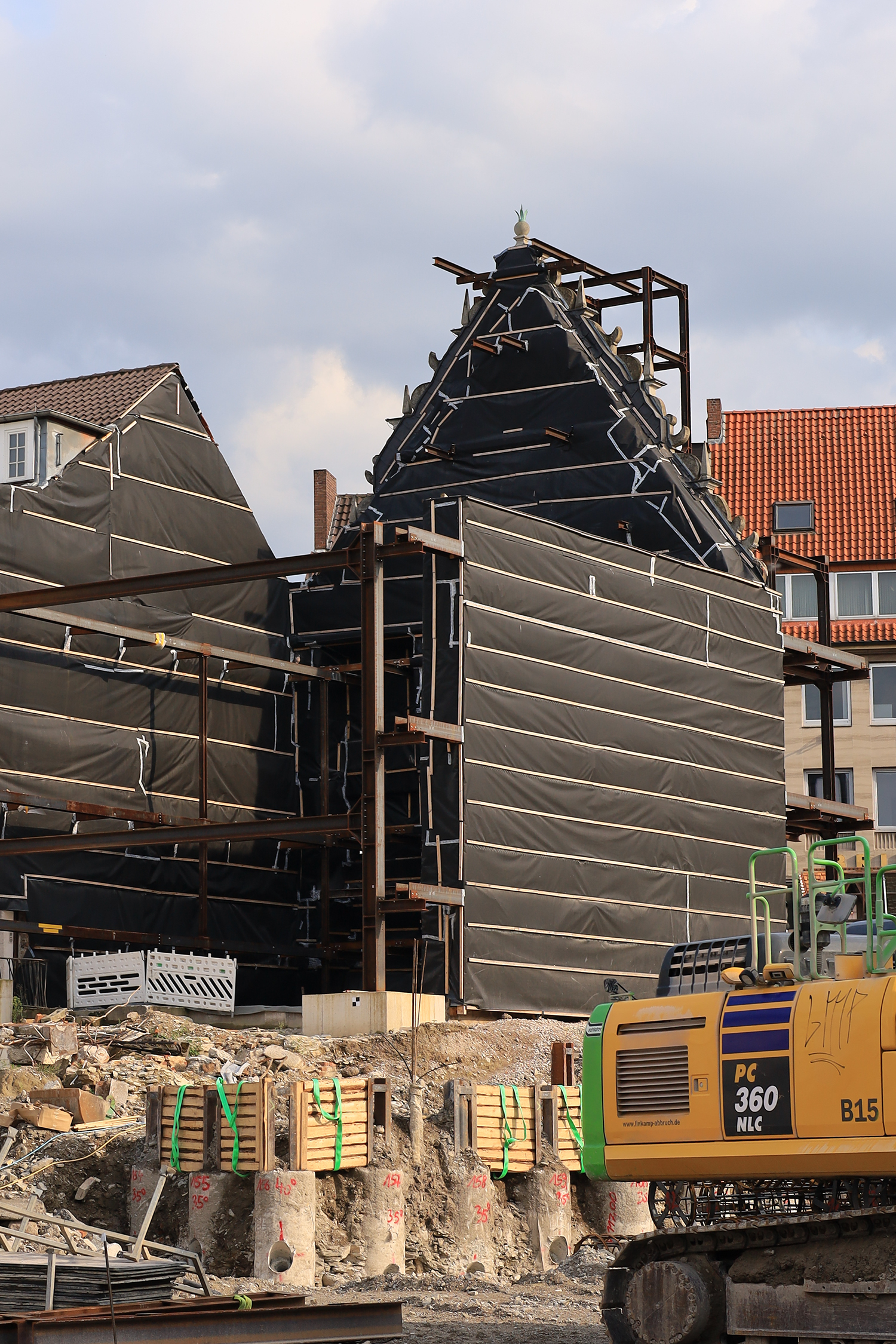
Abbrucharbeiten am Heising'schen Haus (2025)

Es wird vermutet, dass Bürgermeister Johann Schlobbe das Gebäude Mitte der 1580er Jahre errichten ließ. Nachdem es an seinen Nachfolger Heinrich Stallmeister und dessen Ehefrau Ilsabel Ramshausen überging kam es zum ersten Umbau, bei welchem Erker und Säulenstellung ergänzt wurde. Das auffällige Barockportal wurde 1741 von Franz Christoph Nagel gestaltet, als das Haus vom fürstbischöflichen Kammerdiener und Hofjuwelier Theodor Wilhelm Schmidt und seiner Frau Anna Maria Höckelmann bewohnt wurde. Auf letztere weisen bis heute ihre Wappen und die Inschrift auf der mittleren Kartusche hin: „SIC SIBI SCHMIDT STRVXIT / RESTAVRANS / INTVS & EXTRA“ (So hat Schmidt es sich erbaut, innen und außen erneuert). Zu dieser Zeit soll es im Saal des zweiten Obergeschosses zum Einbau einer Rokokostuckdecke gekommen sein. 1835 kam das Gebäude in den Besitz der namensgebenden Kaufmannsfamilie Heising, welche es die kommenden Jahrzehnte bewohnen sollte.
1927 ging Haus Heising an die städtische Sparkasse über, welche über dem seitlichen Garten (jetzt Marienplatz 2a) das Eingangsgebäude für ihre Hauptstelle errichtet hat; verantwortlicher Architekt war Kurt Matern. In diesem Schritt wurde auch das hintere Gebäudedrittel des Heising’schen Hauses mitsamt nördlicher Scheune und alter Küche entfernt. 1933/34 kam es zu einer umfassenden Restaurierung der Fassade, bei der die beiden oberen Giebelgeschosse abgetragen und neu aufgebaut wurden sowie stellenweise Betonstürze eingesetzt wurden.
Am 27. März 1945 kam es zu einem Bombardement auf die Stadt Paderborn, bei welcher die Häuser rund um den Marienplatz fast vollständig zerstört wurden. Die Fassade des Heising’schen Hauses blieb dabei die Ausnahme – während der Rest des Gebäudes bis auf die Seitenmauern ausbrannte, blieb sie weitgehend unbeschadet stehen. 1949–50 wurde Haus Heising wiederaufgebaut, dabei bekam das Gebäude einen neuen Rückgiebel, zahlreiche Werksteinelemente wurden erneuert und die ursprüngliche Portalunterteilung von 1741 wurde wiederhergestellt. Die oberen Geschosse werden seitdem von der Stadtverwaltung genutzt. Im Erdgeschoss entstanden Ladenflächen.
Zu weiterer Restaurierung der Fassade kam es 1976 und zuletzt 2008.
Für den Neubau der Stadtverwaltung wurde das Heising'sche Haus im Jahr 2025 weitgehend abgerissen. Lediglich die Fassade, die Seitenwände und die Kellerräume wurden erhalten, da sie unter Denkmalschutz stehen.

## Architektur

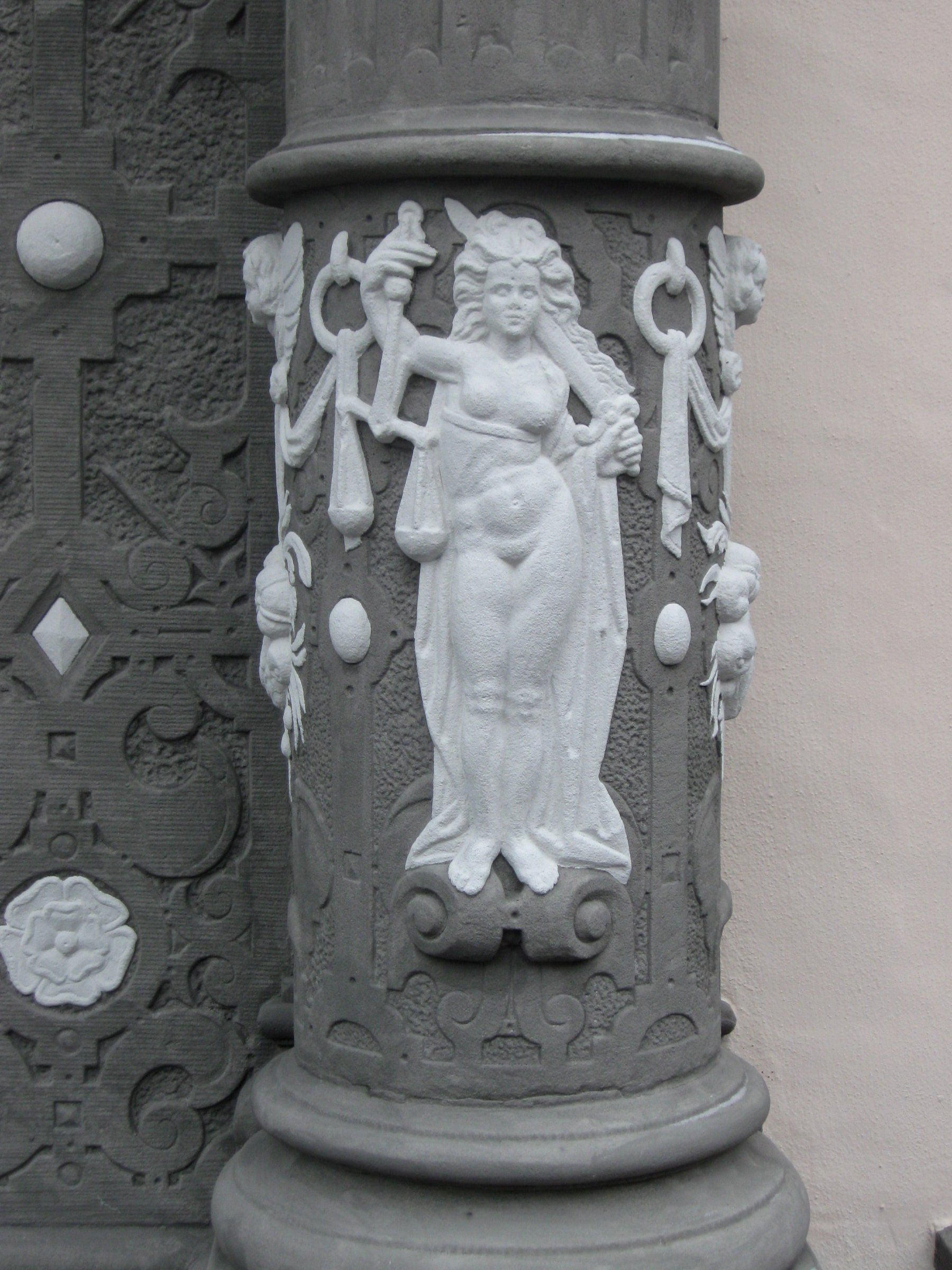
Allegorische Darstellung der Gerechtigkeit auf der Basis der rechten Säule des Eingangsportals

Haus Heising ist als Giebelhaus mit drei Voll- und drei Giebelgeschossen angelegt. Dabei fällt das zweite Obergeschoss durch größere Höhe und seinen abgesetzten Fassadenteil auf. Dieses Geschoss (das oberste der Vollgeschosse) war als repräsentative Wohnetage vorgesehen. War das Gebäude früher freistehend – mit einem Nebengebäude zur westlichen Seite (heute Standort des Hauses Marienplatz 4) und Garten zur östlichen Seite (jetzt Marienplatz 2a) – ist es heute Teil einer geschlossenen, traufständigen Häuserzeile.
Der interessanteste und zugleich am originalgetreusten erhaltene Teil des (oberirdischen) Gebäudes ist seine verputzte Frontfassade: Die Vorderseite des Heising’schen Hauses zeichnet sich durch reiches Zierrat mit aufwendigen Werksteindetails aus. Die bildhauerischen Fassadenelemente scheinen ursprünglich vom Meister des Neuhäuser Akatäonkamins zu stammen. Besonders fallen die Giebelschrägen auf, deren Kontur durch versetzte Volutenbänder geformt werden von dem in Abständen kleine Obeliske abstehen, welche die Silhouette des Gebäudes ergänzen. Hier ähnelt Haus Heising dem in Sichtweite stehenden Rathaus.
Der mittlere Teil der Fassade der unteren Geschosse wird durch die Mittelachse aus prächtig verziertem Eingangsportal und dem darauf ruhenden Erker in zwei Seitenachsen geteilt. Der Torbogen, als Segmentbogen mit Blattwerk und Voluten gestaltet, ist seitlich durch korinthische Säulen abgegrenzt, deren Podeste mit Löwenköpfen und allegorischen Darstellungen von Gerechtigkeit und Glauben verziert sind. Der Erker ruht auf drei detailliert mit Löwenköpfen und den Wappenschildern der Familien Stallmeister und Ramshausen beschlagenen Konsolen und ist mit einem eigenen eingezogenen Schmuckgiebel ausgestattet. In der Brüstung finden sich bildhauerische Darstellungen der Tugendallegorien Stärke, Hoffnung und Liebe. Abgeschlossen wird der Erker durch den eingezogen abgesetzten Giebel, welchem eine Zapfendekoration aufgesetzt ist.
Die Fenster der Vollgeschosse sind in den Seitenachsen als gerade schließende Drillingsfenster gestaltet, deren seitliche Pfosten mit Fruchtgehängen verziert sind. In den Giebelgeschossen finden sich fünf zwei- und eine dreiteilige abgesetzte Fensterbahnen. Den Erker prägt eine vierteilige Fensterreihe; nach außen und zur Mitte mit Hermenpilastern gerahmt.
Die Architektur des Heising’schen Hauses wird der Weserrenaissance zugerechnet.

## Archäologische Untersuchungen
In den frühen 2010er-Jahren fand im Innenhof des Heising’schen Hauses schon eine archäologische Grabung durch die Stadtarchäologie Paderborn statt. Aufgrund von Planungen bezüglich des geplanten Neubaus der Stadtverwaltung, bekam der Keller besondere wissenschaftliche Aufmerksamkeit.
Schon länger wurde davon ausgegangen, dass der Keller der sich unter Haus Heising befindet, älter sein könnte als die Ursprungsbebauung aus der Spätrenaissance. Um das zu überprüfen, beauftragte die Stadt Paderborn eine Grabungsfirma damit, archäologische Untersuchungen im Kellerbereich vorzunehmen, welche im Frühjahr 2021 stattfanden.
Der Keller von Haus Heising besteht aus zwei Kellerfluchten, die sich zum Teil über den Grundriss des oberirdischen Teils hinaus erstrecken. Im östlichen der beiden Fluchten wurden Schnitte angelegt um die Mauerstrukturen zu klären und den ursprünglichen Fußboden des Kellerbereichs freizulegen. Dabei wurde festgestellt, dass der Kellerbereich – trotz seines aktuellen Erscheinungsbildes mit Stahlbetondecken und modernen Ziegelverblendungen – historische Bausubstanz aufweist, bei welcher tatsächlich von einem (im Vergleich zum Ursprungsbau aus dem 16. Jahrhundert) höheren Alter ausgegangen werden kann.